# FORU Oceania Cup 2005
FORU Oceania Cup 2005 (in inglese 2005 FORU Oceania Cup) fu la 1ª edizione della Coppa d'Oceania di rugby a 15 organizzata da Federation of Oceania Rugby Union.
Fu disputata da sei squadre ripartite in due gironi; la formula previde che le vincenti di ogni girone si sarebbero incontrate in doppia gara di finale per assegnare il titolo.
Il torneo servì anche come primo e secondo turno della zona di qualificazione oceaniana alla Coppa del Mondo di rugby 2007: la squadra vincitrice della Coppa d'Oceania, infatti, avrebbe dovuto disputare lo spareggio continentale per l'accesso ai ripescaggi interzona contro la terza classificata del torneo maggiore di qualificazione composto da Figi, Samoa e Tonga.
Benché la Oceania Cup, come turno di qualificazione, fosse precedente a quello del citato torneo maggiore, esso si disputò posteriormente a quest'ultimo: il terzo turno di qualificazione era infatti appena terminato quando la competizione iniziò.
L'incontro inaugurale del torneo fu ad Alofi tra la piccola (2 000 abitanti) Niue e la provincia francese pacifica di Tahiti; il primo girone fu vinto da Papua Nuova Guinea e il secondo dalle Isole Cook.
Nella finale, le Cook prevalsero con un complessivo 48-32, figlio di una vittoria 37-12 a Rarotonga e di una sconfitta nel ritorno a Port Moresby per 11-20.
Furono quindi le Cook a recarsi a spareggiare contro la terza classificata del torneo maggiore, Tonga, per giocarsi l'accesso ai ripescaggi alla Coppa del Mondo di rugby 2007.

## Fase a gironi

### Girone A
| Data      | Incontro                            | Risultato | Sede         |
| --------- | ----------------------------------- | --------- | ------------ |
| 29-7-2005 | Vanuatu ― Isole Salomone            | 12-20     | Port Vila    |
| 13-8-2005 | Isole Salomone ― Papua Nuova Guinea | 7-45      | Honiara      |
| 3-9-2005  | Papua Nuova Guinea ― Vanuatu        | 97-3      | Port Moresby |

|  | Classifica girone A | G | V | N | P | P+  | P-  | diff. | PT |
|  | ------------------- | - | - | - | - | --- | --- | ----- | -- |
|  | Papua Nuova Guinea  | 2 | 2 | 0 | 0 | 142 | 10  | +132  | 4  |
|  | Isole Salomone      | 2 | 1 | 0 | 1 | 27  | 57  | -30   | 2  |
|  | Vanuatu             | 2 | 0 | 0 | 2 | 15  | 117 | -102  | 0  |

### Girone B
| Data      | Incontro            | Risultato | Sede      |
| --------- | ------------------- | --------- | --------- |
| 23-7-2005 | Niue ― Tahiti       | 55–8      | Alofi     |
| 30-7-2005 | Tahiti ― Isole Cook | 22–47     | Papeete   |
| 6-8-2005  | Isole Cook ― Niue   | 24–5      | Rarotonga |

|  | Classifica girone A | G | V | N | P | P+ | P-  | diff. | PT |
|  | ------------------- | - | - | - | - | -- | --- | ----- | -- |
|  | Isole Cook          | 2 | 2 | 0 | 0 | 71 | 27  | +44   | 4  |
|  | Niue                | 2 | 1 | 0 | 1 | 60 | 32  | +28   | 2  |
|  | Tahiti              | 2 | 0 | 0 | 2 | 30 | 102 | -72   | 0  |

## Finale
| Rarotonga 3 settembre 2005 | Isole Cook | 37 – 12 | Papua Nuova Guinea |  |

| Port Moresby 10 settembre 2005 | Papua Nuova Guinea | 20 – 11 | Isole Cook |  |